# Perućacsee
Der Perućacsee (serb./bosn. Perućačko jezero oder Перућачко језеро) ist ein Stausee am Fluss Drina an der Grenze zwischen Serbien und Bosnien-Herzegowina. Er hat eine Fläche von 12,4 km² und eine maximale Tiefe von 70 m. Der Wasserspiegel liegt auf 290 m Höhe.
Der Stausee wurde Ende der 1960er Jahre aufgestaut und erstreckt sich zwischen Višegrad und Bajina Bašta auf einer Länge von etwa 50 km. Er wird umgeben von den Gebirgen Osat im Norden, Bokšanica im Westen und Zvijezda im Osten, zwischen denen die Drina in einer bis zu 1000 Meter tiefen Schlucht fließt.

## Geschichte
Mit dem Bau der Talsperre wurde der ehemalige Verkehrsweg von Višegrad entlang des linken Flussufers in Richtung Žepa überflutet. Auch der Standort der osmanischen Žepabrücke aus dem späten 16. Jahrhundert befand sich unter dem projektierten Wasserpegel, so dass die Brücke 1966 abgebaut und an einem höher gelegenen Standort flussaufwärts der Žepa wieder aufgebaut wurde.
Im Sommer 2010 war der Wasserstand des Sees für zweieinhalb Monate aufgrund von Wartungsarbeiten am Damm abgesenkt. In dieser Zeit durchsuchten Dutzende Freiwillige aus Sarajevo unter Leitung des Bosnischen Institutes für Vermisste die nunmehr freigelegten Uferbänke. Bis 23. September wurden die Überreste von mindestens 373 Menschen gefunden, die vermutlich den Massakern an der muslimischen Bevölkerung von Višegrad im Frühjahr 1992 zum Opfer gefallen und in die Drina geworfen worden waren. Darüber hinaus wurden die Überreste dreier deutscher Wehrmachtssoldaten entdeckt.